# Міністерство антимонопольного регулювання та торгівлі Республіки Білорусь

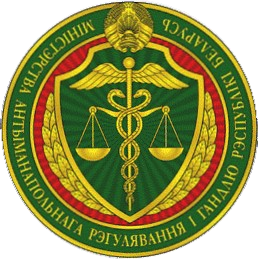
Емблема Міністерства торгівлі Республіки Білорусь

Міністерство антимонопольного регулювання і торгівлі Республіки Білорусь — відомство уряду Білорусі, уповноважена здійснювати упорядкування торгівлі. Міністр торгівлі призначається і знімається з посади президентом. З 14 січня 2025 року пост міністра займає Артур Борисович Карпович.

## Склад
- Центральний апарат — 11 управлінь, 3 відділи[3];
- Об'єднання «Белгандальпрагрэс»;
- Підприємства «Белгіпрагандаль», «Белювелірмет», «Белскупкаштмет», «Белімпартгандаль», «Беларусзамежгандаль», «Белінвентаргандаль», «Белгандальінфасервіс»;
- Інститут підвищення кваліфікації і перепідготовки керованих працівників і спеціалістів торгівлі;
- Журнал «Гермес».

## Завдання
- упорядкування торгівлі, громадського харчування, побутового обслуговування та захисту прав споживачів;
- огляд споживчого ринку і галузі побутового обслуговування;
- погодження створення товарно-розподільної мережі
- створення умов для зростання експорту товарів і послуг;
- упорядкування найму в галузі торгівлі, громадського харчування та побутового обслуговування;
- погодження проведення ярмарків.

## Повноваження
- запит в установах відомостей про торгівлю;
- прийом звітів керівників державних установ про торгівлю;
- накладення покарань на підприємства за порушення законодавства з торгівлі, громадського харчування, побутового обслуговування, права споживачів та реклами;
- погодження з Міністерством закордонних справ створення товаророзподільної мережі за кордоном;
- повідомлення установ ліцензування про порушення законодавства з торгівлі, громадського харчування, побутового обслуговування, права споживачів та реклами, подання до судів позовів про захист прав споживачів;
- схвалення відомчих постанов;
- подача пропозицій про касацію постанов інших державних установ, що суперечать законодавству про торгівлю, громадське харчування, побутове обслуговування, права споживачів та реклами;
- створення друкованих видань;
- створення відомчих нагород;
- створення, перетворення і скасування підпорядкованих установ[4].